# Ardjoena Soerjadi
Ardjoena Petrus Soerjadi (Rotterdam, 23 augustus 1972) is een Nederlandse pianist en dirigent. Hij is de jongste van vijf broers.
Hij studeerde piano bij Daniël Wayenberg en Michael Davidson en orkestdirectie bij Arie van Beek, Daan Admiraal en Jurjen Hempel. Aan de Gnessin Staatsacademie voor Muziek in Moskou studeerde hij bij de pianist Vladimir Tropp en de dirigent Vjateslav Tjistjakov.
Hij dirigeerde opera's van Domenico Cimarosa, Giacomo Meyerbeer, Gaetano Donizetti, Georges Bizet, Gioacchino Rossini en Wolfgang Amadeus Mozart en operettes van Franz Lehár, Carl Zeller en Ralph Benatsky. Ook trad hij als dirigent op bij concerten waarbij zijn broer, pianist Wibi Soerjadi, solist was. Daarnaast is hij dirigent van verschillende koren.
Als concertpianist speelt Ardjoena Soerjadi in Nederland, België, Frankrijk en Italië.